# (15651) Тлеполем
(15651) Тлеполем (др.-греч. Τληπόλεμος) — типичный троянский астероид Юпитера, движущийся в точке Лагранжа L4, в 60° впереди планеты. Астероид был открыт 22 октября 1960 года голландскими астрономами К. Й. ван Хаутеном, И. ван Хаутен-Груневельд и Томом Герельсом в Паломарской обсерватории и назван в честь Тлеполема, сына Геракла и персонажа древнегреческой мифологии.

Орбита астероида Тлеполем и его положение в Солнечной системе